# Urtak
Urtak, Urtaki – król Elamu w latach 674–663 p.n.e., brat i następca Humban-haltasza II. Znany jest jedynie ze źródeł asyryjskich.
Przez pierwsze lata swojego panowania utrzymywał pokojowe relacje z Asyrią oraz zależną od niej Babilonią. W czasie klęski głodu uzyskał nawet pomoc od asyryjskiego króla Aszurbanipala w postaci dostaw zboża. 
Pod koniec swoich rządów, wykorzystując nieobecność Aszurbanipala, który zaangażowany był w wojnę z Egiptem, dokonał nagłego ataku na Babilonię. Nie osiągnąwszy większych sukcesów wycofał się do Elamu, gdzie niebawem zmarł. W kraju nastąpił kryzys, ponieważ tronem zawładnął jego kuzyn Tepti-Humban-Inszuszinak, a nie jego najstarszy syn Humban-nikasz II. Walki wewnętrzne były dogodnym momentem dla Asyrii, która zaatakowała Elam zajmując część jej terytorium.